# Pidonia malthinoides
Pidonia malthinoides là một loài bọ cánh cứng trong họ Cerambycidae.